# 1966-os labdarúgó-világbajnokság-selejtező (UEFA – 9. csoport)
Az 1966-os labdarúgó-világbajnokság európai 9. selejtezőcsoportjának mérkőzéseit, és a csoport végeredményét tartalmazó lapja. A csoportban körmérkőzéses, oda-visszavágós rendszerben játszottak egymással a labdarúgó-válogatottak. A selejtezőket 1965. május 5. és 1965. október 27. között rendezték. A csoport győztese automatikus résztvevője lett az 1966-os labdarúgó-világbajnokságnak.
A csoportban Írország és Spanyolország szerepelt. Eredetileg Szíria is a csoport tagja volt, de visszalépett szolidaritást vállalva a tiltakozó és szintén visszalépő afrikai csapatokkal. Írország és Spanyolország is megnyerte a hazai mérkőzését  és emiatt semleges helyszínen egy mindent eldöntő harmadik mérkőzésre került sor kettejük között.
Spanyolország jutott ki az 1966-os világbajnokságra.

## Tabella
| Hely. | Csapat        | M | Gy | D | V | G+ | G– | Gk | P | Továbbjutás  |  | Spanyolország | Írország | Szíria |
| ----- | ------------- | - | -- | - | - | -- | -- | -- | - | ------------ |  | ------------- | -------- | ------ |
| 1.    | Spanyolország | 2 | 1  | 0 | 1 | 4  | 2  | +2 | 2 | Pótselejtező |  | —             | 4–1      |        |
| 2.    | Írország      | 2 | 1  | 0 | 1 | 2  | 4  | −2 | 2 | Pótselejtező |  | 1–0           | —        |        |
| 3.    | Szíria        | 0 | 0  | 0 | 0 | 0  | 0  | 0  | 0 | Visszalépett |  |               |          | —      |

## Mérkőzések
| 1965. május 5. |

| Írország           | 1–0         | Spanyolország |
| ------------------ | ----------- | ------------- |
| Iribar 61' (öngól) | Jegyzőkönyv |               |

| Dalymount Park, Dublin Nézőszám: 40 772 Játékvezető: Leo Callaghan (walesi) |

| 1965. október 27. |

| Spanyolország                  | 4–1         | Írország   |
| ------------------------------ | ----------- | ---------- |
| Pereda 40' 43' 58' Lapetra 63' | Jegyzőkönyv | McEvoy 26' |

| Estadio Ramón Sánchez-Pizjuán, Sevilla Nézőszám: 29 452 Játékvezető: Decio de Freitas (portugál) |

### Rájátszás
| 1965. november 10. |

| Spanyolország | 1–0         | Írország |
| ------------- | ----------- | -------- |
| Ufarte 80'    | Jegyzőkönyv |          |

| Parc des Princes, Párizs Nézőszám: 35 731 Játékvezető: Pierre Schwinte (francia) |